# Ryan Tyack
Ryan Tyack (n. 2 iunie 1991, Nambour⁠(d), Queensland, Australia) este un arcaș ce a reprezentat Australia, medaliat olimpic. A participat la 2 ediții ale Jocurilor Olimpice (2016, 2020) în care a câștigat o medalie de bronz.